# Palais Razoumovski
Le palais Razoumoviski ou palais Razoumovski (en ukrainien : Палац гетьмана України Кирила Розумовського) à Batouryn dans l'oblast de Tchernihiv. Il abrite le musée de la réserve historique et culturelle nationale appelé capitale de l'Hetmanat et est le seul chef-d'œuvre architectural de Charles Cameron en Ukraine.

## Histoire
La construction du palais, 1799–1803, issu des travaux de Charles Cameron pour l'hetman Kirill Razoumovski qui vit à Batouryn depuis 1794. Le palais de l'hetman Kyril Razumovsky est un monument de l'ère du classicisme. En Ukraine, c'est la seule structure architecturale construite par l'architecte Charles Cameron. Il consiste en deux bâtiments dans un parc paysagé, l'ensemble appartient aujourd'hui à l'ensemble culturel capitale de l'Hetmanat.
Après la mort de l'hetman, en 1803, le palais devient la propriété de son fils Andreï, qui y réside et en reste propriétaire jusqu'à sa mort (en 1836) malgré l'incendie en 1824, qui détruit presque tous les intérieurs du bâtiment. Ce dernier ne sera repris qu'en 1856 par l’État. La question du sort futur du palais de l'Hetman est soulevée en 1908 lors du XIVe Congrès archéologique panrusse à Tchernihiv par Georges Loukomski.
En 1909, Batouryn reçoit la visite de l'arrière-petit-fils de Kirill Razumovsky, Kamil Lvovich Razumovsky, qui alloue des fonds pour la restauration du palais, où il souhaite créer un musée d'art populaire. À partir de 1911, le palais est sous la garde de la « Société pour la protection et la préservation des monuments de l'art et de l'antiquité en Russie », sur ordre de laquelle l'architecte Andrei Bilogrud effectue des mesures et de nombreuses photographies du palais, et prépare un projet pour sa reconstruction. Les travaux de restauration commencent rapidement et durent jusqu'en 1913 avec le toit du palais entièrement restauré.
Rénové entre 2003 et 2008 lors du mandant du président Iouchtchenko et financé par des philanthropes ; le 22 août 2009 il ouvre comme musée aux visiteurs.

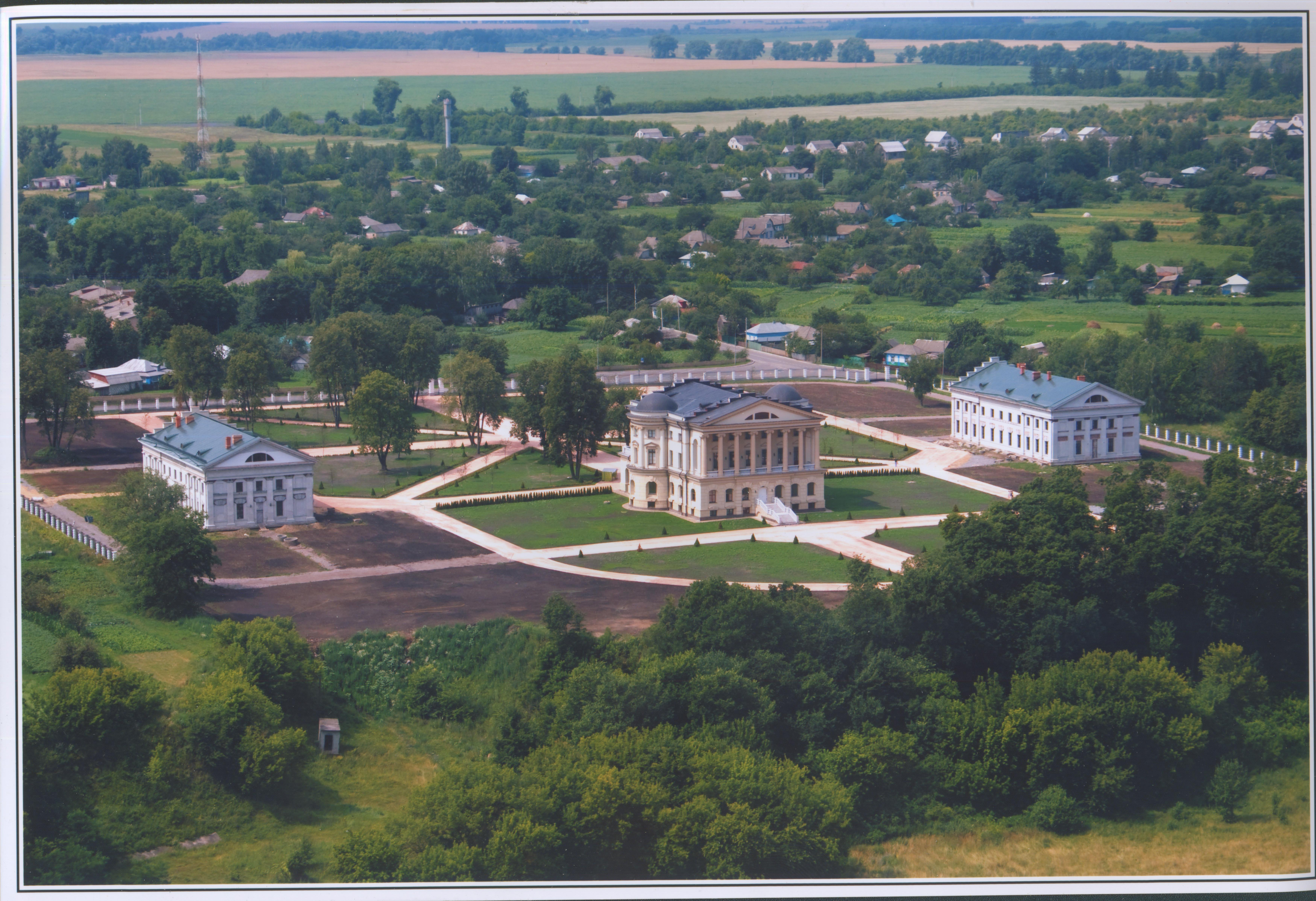
Dans son contexte,
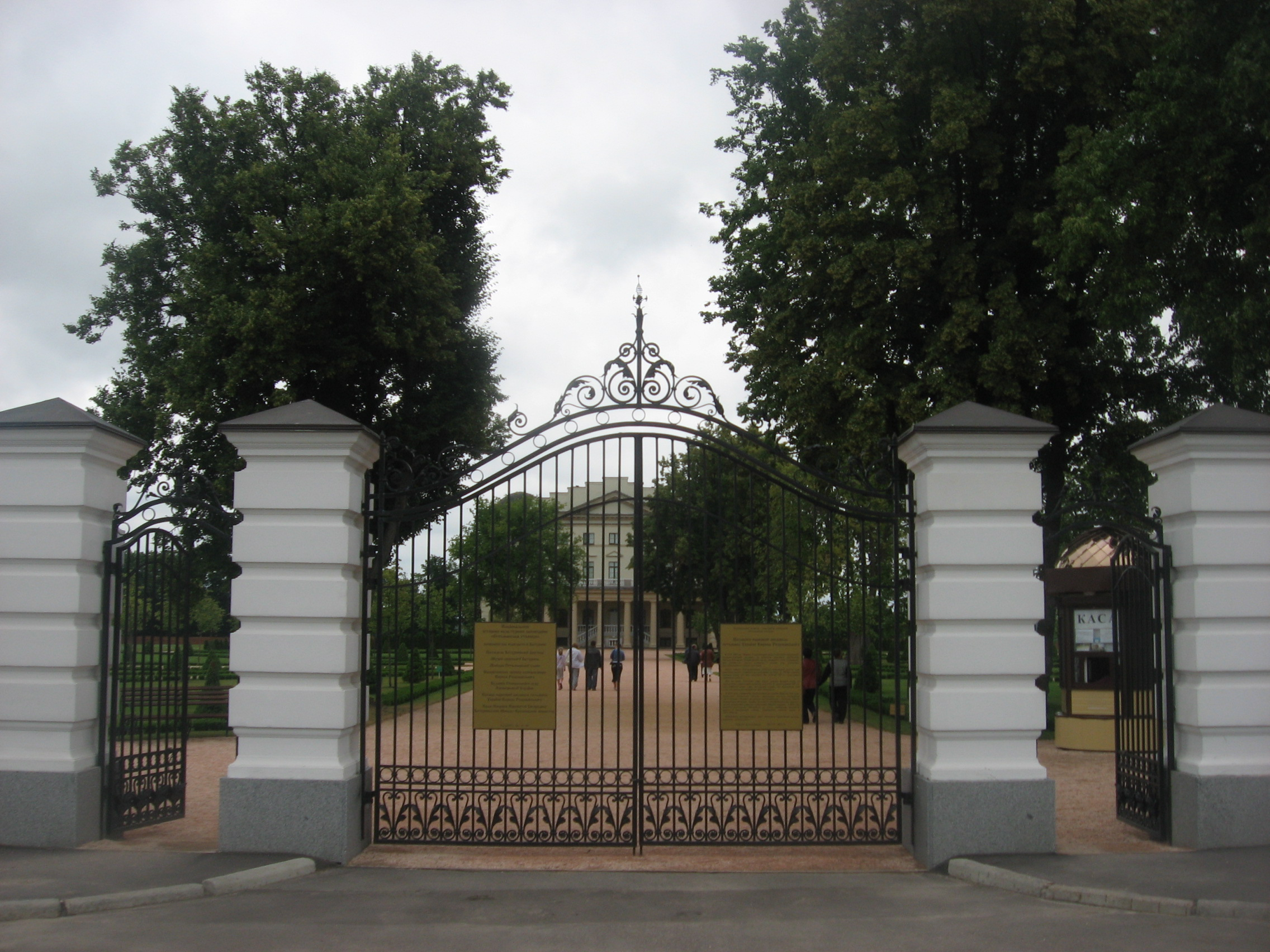
sa grille,
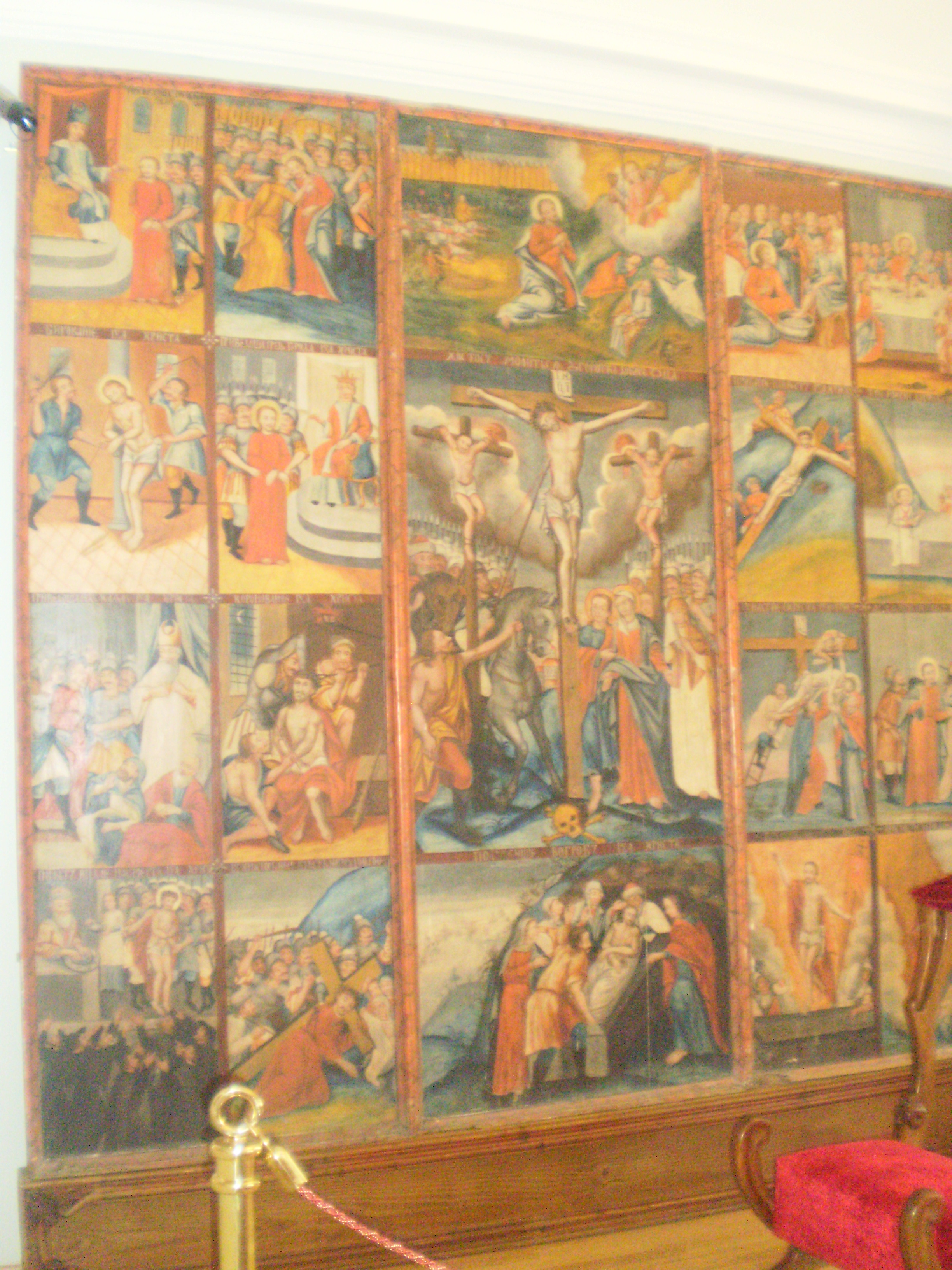
panneau décoré,
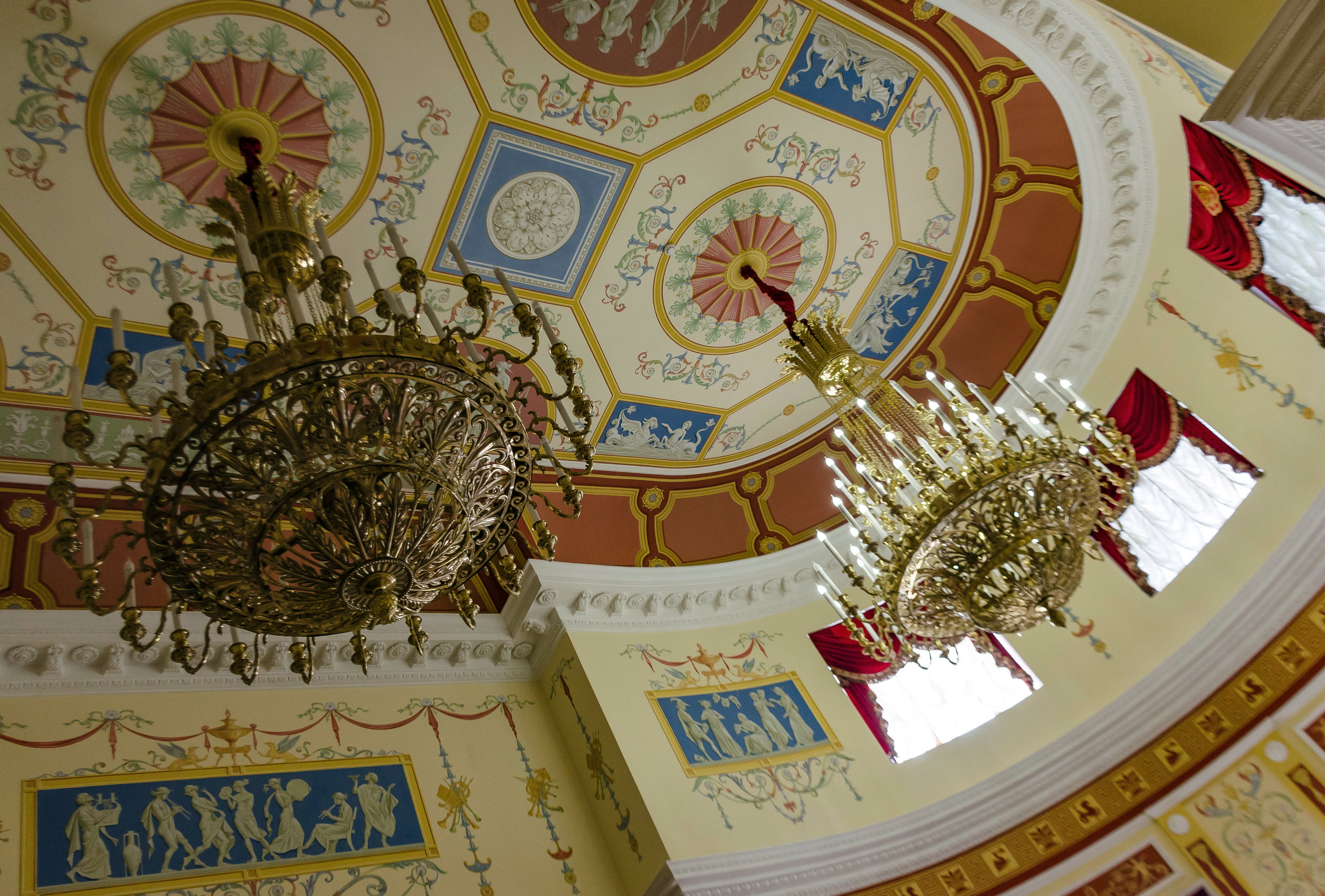
plafond décoré,
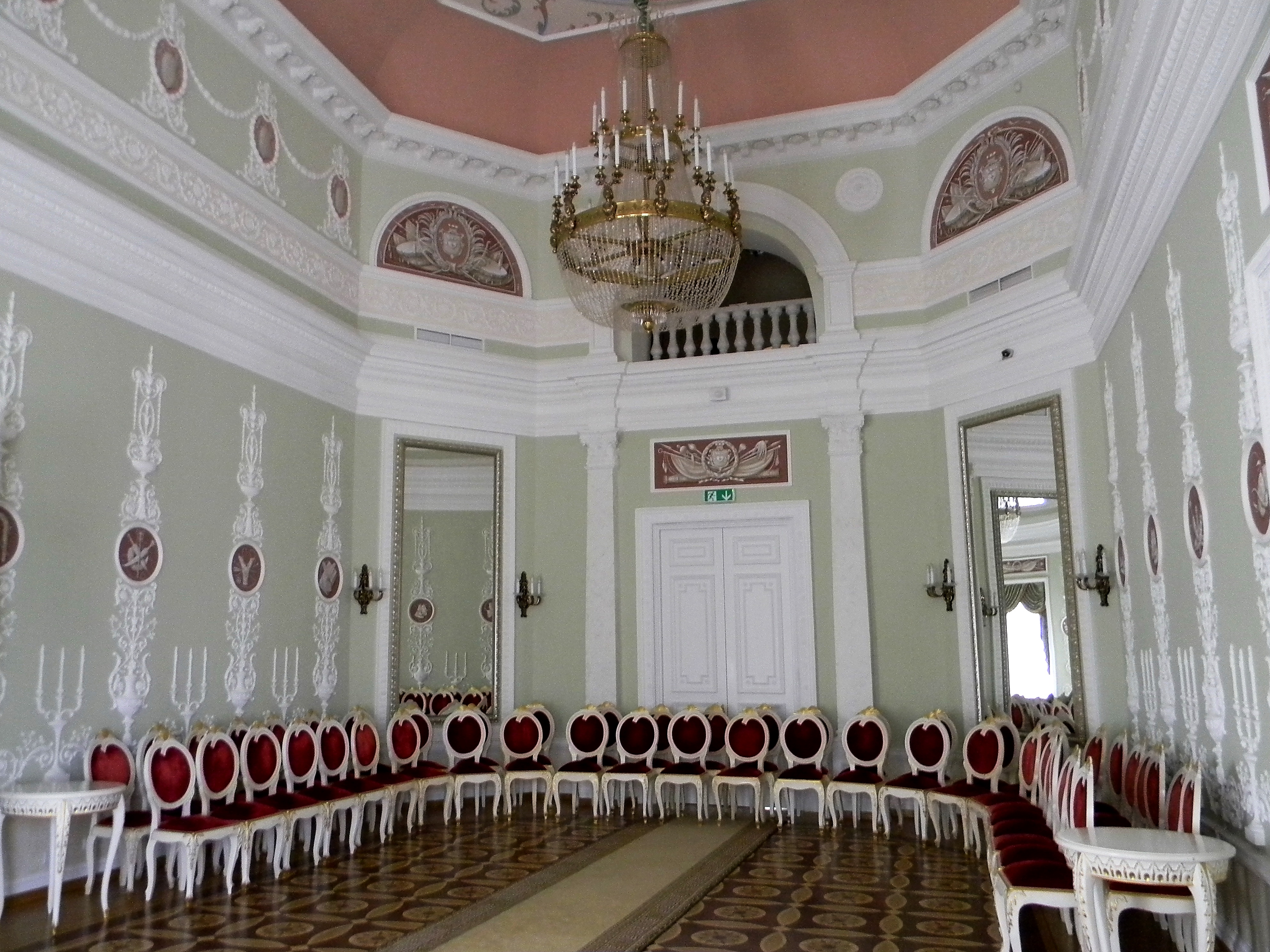
salle de réunion,
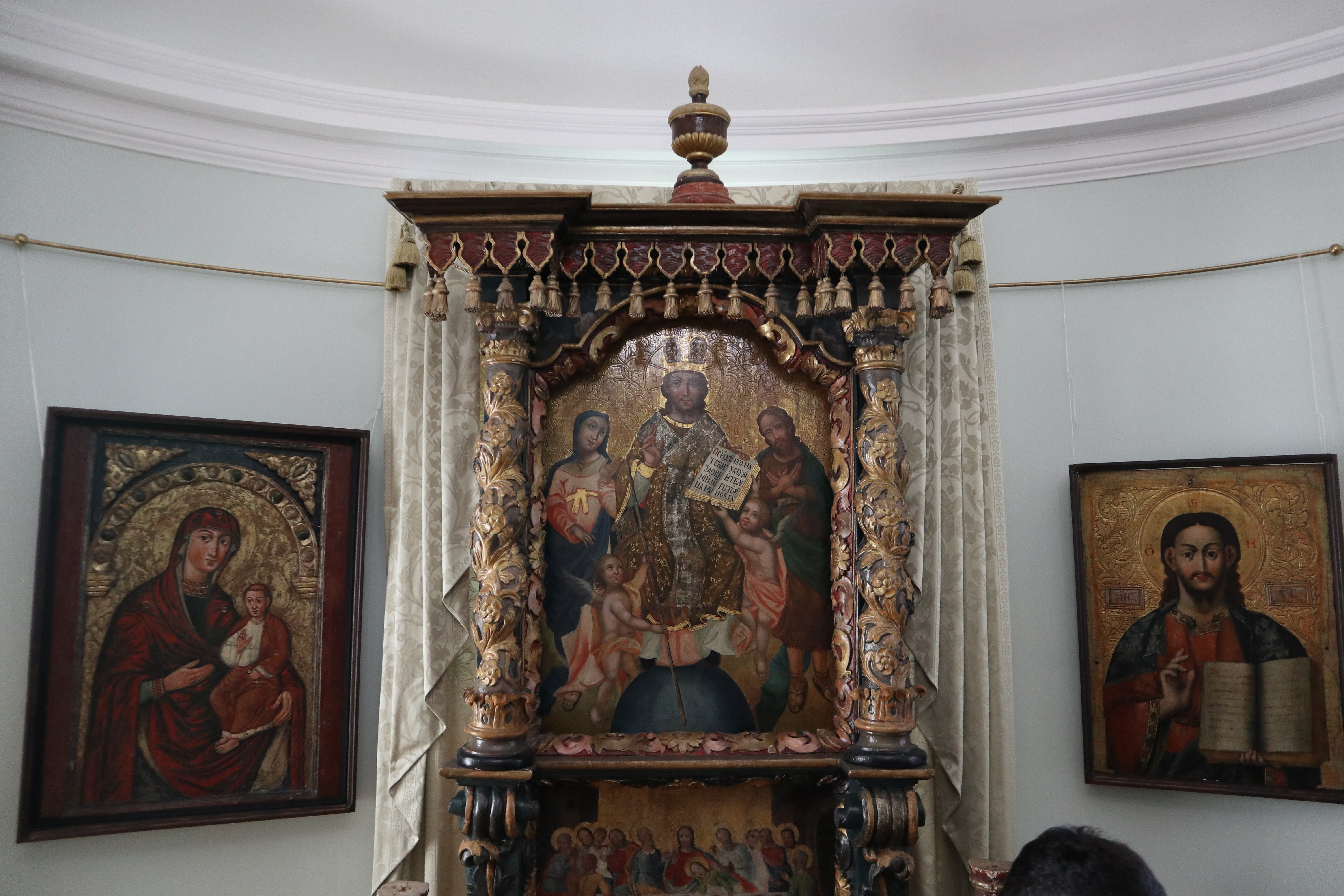
autel.